# Лепљива тоболка
Лепљива тоболка (Volvopluteus gloiocephalus) је сапротрофна гљива која припада породици Pluteaceae. Плодоноси сама или у групама, најчешће у урбаним срединама од пролећа до јесени.

## Етимологија
Латинско име Volvopluteus указује на сродност са врстама из рода Pluteus, као и на то да ова врста гљиве формира волву, односно има остатак универзалног омотача којим је прекривена као млада. Епитет gloiocephalus потиче из грчког glioio, што значи лепљив, вискозан и cephalus, што значи глава. 

## Oпис
- Шешир је широк од 7 до 13 cm, прво звонолик, конвексан, затим отворен. Бео или бледожућкасте боје. Врло је меснат, гладак и вискозан.
- Хименофор је листаст. Листићи су прво бели или бледи, затим како споре сазревају постају црвенкасти, широки, мекани, трбушасти и слободни.
- Стручак је висок од 8 до 12 cm, углавном дебео, а сужава се ка шеширу, док је основа мало задебљана. Волва је бела, лако ломљива и кратка.
- Месо је беличасто, опорог укуса и благог, непријатног мириса на ротквицу.
- Споре су су у маси боје цигле, глатке, овалне, 12-13 x 7-11 µм.
- Отрусина (отисак спора) је црвене боје. [3] [4]

## Jeстивост
Лепљива тоболка се сматра јестивом печурком, међутим, због опорог укуса нема значајну кулинарску вредност. 

## Eкологија
Лепљива тоболка је сапротрофна гљива која расте из земље, појединачно или у групацији од неколико плодоносних тела. Честа је на травнатим, обрадивим површинама, баштама, парковима. Плодоноси од пролећа до јесени.

## Могућност замене са другим гљивама
Лепљива тоболка се може помешати са вунастом овојњачом (Volvariella bombycina), још једном јестивом врстом са карактеристичним свиленкастим, готово длакавим шешитом, која расте из дрвета. Много опасније је помешати је са смртно отровним врстама рода Amanita - зеленом пупавком (Amanita phaloides) и ушиљеном пупавком (Amanita virosa), које такође имају волве и светле клобуке. Због овога се неискусним берачима препоручује да избегавају све гљиве са волвама. 